# Meru (film)
Pour les articles homonymes, voir Meru et Meru (homonymie).
Pour plus de détails, voir Fiche technique et Distribution.
Meru est un film documentaire américano-indien relatant la première ascension de la cime centrale du pic Meru — dans l'Himalaya indien — par la Shark’s Fin Route (« voie de l’aileron de requin » en français).
Le film a été réalisé par le couple Jimmy Chin et Elizabeth Chai Vasarhelyi (en) et a remporté le prix du public du meilleur documentaire américain au Festival du film de Sundance 2015 où il a été présenté en première mondiale.

## Fiche technique
- Titre : Meru
- Réalisation : Jimmy Chin, Elizabeth Chai Vasarhelyi (en)
- Scénario : Jimmy Chin, Elizabeth Chai Vasarhelyi
- Photographie : Renan Ozturk, Jimmy Chin
- Montage : Bob Eisenhardt
- Musique : J. Ralph
- Pays d'origine : États-Unis
- Langue originale : anglais
- Format : couleur
- Genre : dramatique
- Durée : 87 minutes
- Dates de sortie :
  -  États-Unis : 23 janvier 2015 (Festival du film de Sundance)

## Distribution
- Conrad Anker
- Grace Chin
- Jimmy Chin
- Amee Hinkley
- Jeremy Jones
- Jon Krakauer
- Jennifer Lowe-Anker : (comme Jenni Lowe-Anker)
- Renan Ozturk

## Prix et récompenses
- 2015 : Festival du film de Sundance
- 2015 : Film Club's The Lost Weekend
- 2016 : Cinema Eye Honors Awards